# استرهسلن
استرهسلن (به هلندی: Oosterhesselen) یک منطقهٔ مسکونی در هلند است که در کوفوردن واقع شده‌است. استرهسلن ۱٫۸۹۰ نفر جمعیت دارد.